# Sciara monacantha
Sciara monacantha är en tvåvingeart som beskrevs av Edwards 1928. Sciara monacantha ingår i släktet Sciara och familjen sorgmyggor. Inga underarter finns listade i Catalogue of Life.